# ジャネット・アクユズ・マッテイ

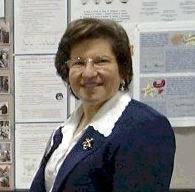
Janet Akyüz Mattei

ジャネット・アクユズ・マッテイ（Janet Akyüz Mattei、1943年1月2日 - 2004年3月22日) はトルコ生まれでアメリカ合衆国で活躍した天文学者である。1973年から2004年の間アメリカ変光星観測者協会(American Association of Variable Star Observers)の会長を務めた。
トルコのボドルムでユダヤ人の家庭に生まれた。 イズミルで学んだ後、アメリカ、マサチューセッツ州ウォルサム市にあるブランダイス大学に留学した。ドーリット・ホフライトによってマサチューセッツ州のマリア・ミッチェル天文台での職をえた。1982年にトルコのエーゲ大学から博士号を得た。
30年以上にわたり、AAVSOで、世界中のアマチュア天文家の観測結果を集めた。また重要なプロの天文学者とアマチュア天文学者の間のプロジェクトを組織した。教育の分野にも熱心に取り組んだ。ボストンで没した。
以下の多くの賞を受賞した。
- Centennial Medal （フランス天文学会：1987年）
- ジョージ・ファン・ビースブルック賞　（アメリカ天文学会：1993年）
- レスリー・ペルチャー賞 （天文リーグ： 1993年）
- Giovanni Battista Lacchini賞　（Unione Astrofili Italiani：1995年）
- ジャクソン＝グウィルト・メダル  （王立天文学会：1995年）

小惑星 (11695)Matteiは彼女の功績を記念して命名された。